# Киргистан на Зимским олимпијским играма 2010.
Киргистану је ово било пето учешће на Зимским олимпијским играма. На Олимпијским играма 2010., у Ванкуверу, Британска Колумбија у Канади учествовали су са 2 учесника (1 мушкарац и 1 жена), који су се такмичили у два спорта.
На свечаном отварању заставу Киргистана носио је аплски скијаш Дмитриј Треленски.

## Учесници по спортовима
| Спорт           | Мушкарци | Жене | Укупно |
| --------------- | -------- | ---- | ------ |
| Алпско скијање  | 1        | 0    | 1      |
| Скијашко трчање | 0        | 1    | 1      |
| Укупно(2)       | 1        | 1    | 2      |

## Алпско скијање
| Такмичар          | Дисциплина | Резултати    | Резултати    | Резултати    | Резултати    | Резултати     |
| Такмичар          | Дисциплина | 1. трка      | 2. трка      | Укупно       | Заостатак    | Пласман/учес  |
| ----------------- | ---------- | ------------ | ------------ | ------------ | ------------ | ------------- |
| Дмитриј Трелевски | Слалом     | Није завршио | Није завршио | Није завршио | Није завршио | Није завршио  |
| Дмитриј Трелевски | Велеслалом | 1:31,61 (82) | 1:36,40 (75) | 3:08,01      | 30,18        | 76 / 81 (103) |

## Скијашко трчање
| Име            | Дисциплина      | Квалификације   | Квалификације | Четвртфинале          | Четвртфинале          | Полуфинале            | Полуфинале            | Финале                | Финале       |
| Име            | Дисциплина      | Резултат        | Пласман       | Резултат              | Пласман               | Резултат              | Пласман               | Резултат              | Пласман      |
| -------------- | --------------- | --------------- | ------------- | --------------------- | --------------------- | --------------------- | --------------------- | --------------------- | ------------ |
| Олга Решеткова | спринт класично | 4:32,96 (54,91) | 54            | Није се квалификовала | Није се квалификовала | Није се квалификовала | Није се квалификовала | Није се квалификовала | 54 / 54 (54) |